# Wojna norwesko-szwedzka (1814)
Wojna norwesko-szwedzka (nor. Det norske felttoget, szw. Fälttåget mot Norge) - konflikt toczony w roku 1814, po którym Norwegia związała się ze Szwecją unią personalną, zachowując jednak własną konstytucję i parlament.
W wyniku traktatu zawartego dnia 14 stycznia 1814 r. w Kilonii, będący w sojuszu z Francją król Danii i Norwegii zrzekł się na rzecz władcy szwedzkiego (sojusznika Anglii) Karola XIV praw do terytorium Norwegii. Traktat spotkał się jednak ze sprzeciwem samych Norwegów. Dnia 25 lutego 1814 r. w Trondheim na stanowisko regenta Norwegii powołano namiestnika norweskiego i późniejszego króla Danii Chrystiana Fryderyka. Dnia 17 maja Zgromadzenie narodowe w Eidsvoll obrało Chrystiana królem Norwegii. Pierwszą decyzją nowego władcy było proklamowanie nowej konstytucji. Decyzje rządu Norwegii znacznie zaogniły konflikt z władcą szwedzkim. Obie strony szykowały się do wojny. 
Armia norweska liczyła 30 000 ludzi, stacjonujących w większości w pobliżu granicy ze Szwecją. W skład floty norweskiej wchodziło zaledwie kilka niewielkich jednostek znajdujących się w porcie Hvaler. Szwedzi dysponowali siłami 45 000 doświadczonych i dobrze uzbrojonych żołnierzy, oraz kilkoma dużymi okrętami. Konflikt rozpoczął się atakiem szwedzkiej floty na norweskie jednostki w Hvaler w dniu 26 lipca. Jednostkom norweskim udało się bezpiecznie opuścić port i umknąć, w dalszym okresie wojny nie odegrały one już jednak żadnej roli. W tym samym czasie szwedzkie wojska lądowe przekroczyły granicę Norwegii w rejonie Fredrikshald, po czym obległy górującą nad miastem twierdzę Fredriksten. Kolejne 6000 żołnierzy dokonało desantu pod Kråkerøy koło Fredrikstad. Ataki na twierdzę nie przyniosły Szwedom sukcesu, samo miasto natomiast poddało się po kilku dniach. Armia norweska stała tymczasem w Rakkestad. Dnia 2 sierpnia doszło do bitwy pod Lier, w której zwycięstwo odnieśli Norwegowie. Podobnie sukcesem norweskim zakończyły się bitwy pod Matrand (5 sierpnia) oraz na szańcach Langnes (9 sierpnia).
Pomimo tych zwycięstw szala zwycięstwa przechylała się na stronę liczniejszej armii szwedzkiej. Zdając sobie sprawę z trudnej sytuacji Norwegowie zaakceptowali szwedzkie propozycje pokojowe. Rokowania podjęto dnia 10 sierpnia i zakończono dnia 14 sierpnia podpisaniem układu w Moss. Król Chrystian musiał zrzec się tronu, Norwegia pozostająca w unii personalnej ze Szwecją formalnie zachowała niepodległość.

## Bitwy wojny norwesko-szwedzkiej
- Bitwa pod Fredrikstadt, 1-4 sierpnia 1814
- Bitwa pod Lier, 2 sierpnia  1814
- Bitwa pod Martrand, 5 sierpnia  1814
- Bitwa na szańcach Langnes, 9 sierpnia  1814
- Bitwa pod Kjölberg, 14 sierpnia  1814